# Casa Grande (Verenigde Staten)
Casa Grande is een plaats (city) in de Amerikaanse staat Arizona, en valt bestuurlijk gezien onder Pinal County.

## Demografie
Bij de volkstelling in 2000 werd het aantal inwoners vastgesteld op 25.224.
In 2006 is het aantal inwoners door het United States Census Bureau geschat op 34.554, een stijging van 9330 (37,0%).

## Geografie
Volgens het United States Census Bureau beslaat de plaats een oppervlakte van
124,8 km², geheel bestaande uit land.

## Plaatsen in de nabije omgeving
De onderstaande figuur toont nabijgelegen plaatsen in een straal van 24 km rond Casa Grande.